# La Dernière Campagne
Pour plus de détails, voir Fiche technique et Distribution.
La Dernière Campagne est un téléfilm français réalisé par Bernard Stora  et diffusé le 17 avril 2013 sur France 2.

## Synopsis
Pendant la campagne électorale de l'élection présidentielle française de 2012, Jacques Chirac assiste en témoin, quelque peu impuissant, à la confrontation entre les deux candidats principaux, François Hollande et Nicolas Sarkozy. Diminué par l'âge et la maladie, il rêve pourtant de jouer un rôle dans cette campagne. C'est ainsi que dans son sommeil, il s'échappe de la vie quotidienne et s'imagine rencontrer en secret François Hollande pour le conseiller afin de vaincre Nicolas Sarkozy qui l'avait trahi en 1995.
La fiction mêle des images d'archives de la campagne, des reconstitutions de moments supposés réels, les rêves imaginés de Jacques Chirac, et des scènes de la vie quotidienne de l'ancien président.
Chirac est entouré d'une épouse fervente supportrice de Nicolas Sarkozy, et d'une fille (Claude Chirac) qui tente de défendre les intérêts de son père. Ses dialogues sont parfois incohérents, mais si Bernadette peut douter de la santé mentale de son époux, pour le spectateur tout indique qu'il s'agit d'un jeu de sa part. Enfin, les rêves de Jacques Chirac sont prémonitoires, et portent sur des faits réels de la campagne. En particulier, Chirac et Hollande mettent au point ensemble la séquence « Moi président de la République ». Tout indique donc que les rêves de Jacques Chirac sont un moyen de réellement communiquer avec François Hollande.

## Fiche technique
- Réalisation : Bernard Stora
- Production : Jean-Pierre Guérin et Véronique Marchat
- Scénario original : Bernard Stora et Sonia Moyersoen, avec la collaboration de Françoise Fressoz et Pascale Robert-Diard
- Musique originale : Vincent Stora
- Montage : Jacques Comets
- Photographie : Gérard de Battista AFC
- Deuxième caméra : Luis Armando Arteaga
- Décors : Jean-Pierre Bazerolle et Laure Hug
- Costumes : Ève-Marie Arnault
- Son : Éric Devulder, Éric Tisserand
- Directeur de production : Claude Azoulay
- Régie : Philippe Enrici
- 1er assistant réalisateur : Jérôme Brière
- Production GMT - Avec la participation de France Télévisions - Avec la participation de TV5 Monde - Avec le soutien de la Région Île-de-France
- Genre : Comédie dramatique
- Durée : 1h45
- Numérique Haute Définition - Caméras Arriflex Alexa - Son 5.1
- Tournage du 18 octobre 2012 au 16 novembre 2012 (Paris, Région parisienne)
- Première diffusion sur France 2 : Le mercredi 17 avril 2013 à 20h45
- Pays :  France

## Distribution
- Bernard Le Coq : Jacques Chirac
- Thierry Frémont : Nicolas Sarkozy
- Patrick Braoudé : François Hollande
- Martine Chevallier : Bernadette Chirac
- Anne Loiret : Claude Chirac
- Henri Courseaux : Jean-Louis Debré
- Éric-Emmanuel Schmitt : Patrick Buisson
- Michel Bompoil : Henri Guaino
- Philippe Bertin : Xavier Musca
- Christian Drillaud : Jean-Michel Goudard
- Philippe Dusseau : Pierre Giacometti
- Pierre Diot : Franck Louvrier
- Michel Ruhl : Maurice Ulrich
- Gilles Arbona : Bertrand Landrieu
- Alain Libolt : Georges Kiejman
- Michaël Abiteboul : Kevin, le garde du corps
- Jean-Louis Petit-Paul : Abdou, le chauffeur
- Jean-Baptiste Malartre : François Pinault
- Pierre Samuel : Manuel Valls
- Pierre Banderet : Pierre Moscovici
- Philippe Résimont : Stéphane Le Foll
- Morgane Lombard : une journaliste
- Cédric Philibert : président du tribunal
- François Legrand : maître d'hôtel
- Benoît Tachoires : commissaire de police
- Anna Gaylor : dame âgée
- Chantal Banlier : directrice du club de 3e âge
- Aniouchka Bezault : Catherine
- Alban Aumard : paysan au volant de son tracteur
- Michel Vivier : vieux militant RPR ayant organisé la manifestation anti-Sarkozy à Bayonne
- Xavier Brière : Nacer Meddah
- Patrick Schneider : Claude Guéant
- Clémentine Serpereau : Nathalie Kosciusko-Morizet
- Émilie Piponnier : fille passant à vélo en bas de l'appartement de Chirac

De vraies images de la campagne présidentielle de 2012 sont intégrées au film, où figurent notamment Nicolas Sarkozy, François Hollande, Laurence Ferrari, Élise Lucet, David Pujadas, François Baroin, Jacques Cheminade, Philippe Poutou, Jean-Louis Borloo, Jean-François Copé, Bernadette Chirac, Rachida Dati, François Fillon, Xavier Bertrand, Alain Juppé et Valérie Trierweiler. Deux extraits du film Les Aventures de Rabbi Jacob (1973) sont aussi présentés.

## Autour du film
- Bernard Le Coq et Michel Bompoil, interprétant respectivement Jacques Chirac et Henri Guaino dans le téléfilm, jouaient déjà ces rôles dans La Conquête de Xavier Durringer en 2011, film retraçant la victoire de Nicolas Sarkozy à l'élection présidentielle de 2007.
- En 2018, Patrick Braoudé reprendra le rôle de François Hollande dans Le 15h17 pour Paris de Clint Eastwood.

## Audiences
Le 17 avril 2013, le téléfilm attire 3,7 millions de téléspectateurs, soit 15% de part d'audience.

## Lieux de tournage
- Paris :
  - 4e arrondissement : quai aux Fleurs
  - 7e arrondissement : Solférino (métro de Paris)
  - 16e arrondissement : esplanade du Trocadéro, musée Guimet

## Distinctions
- 2013 : FIPA d'or de l'interprétation masculine pour Bernard Le Coq
- 2013 : Prix du meilleur scénario au Festival du film de télévision de Luchon
- 2013 : Prix Historia de l'Inattendu

## Critiques
Dans Le Point, Emmanuel Berretta juge que « le résultat est assez ébouriffant » et que « l'ensemble s'inscrit finalement assez bien dans les divers moments de la campagne : la taxe à 75 %, l'affaire Merah, la manifestation qui entrave Sarkozy à Bayonne, etc. Une gêne quand même : Nicolas Sarkozy (Thierry Frémont) en prend pour son grade du début à la fin. Un peu trop ».